# Edward Dmytryk
Edward Dmytryk (Grand Forks, Colúmbia Britânica, 4 de setembro de 1908 — Encino, Califórnia, 1 de julho de 1999) foi um cineasta canadense que fez carreira no cinema estadunidense.

## Carreira
Filho de imigrantes ucranianos, Dmytryk cresceu em San Francisco e aos quinze anos já era projecionista na Paramount. Tornou-se montador no início do cinema sonoro e em 1935 dirigiu seu primeiro filme, The Hawk. Na década de 1940, filmou thrillers  e dramas de guerra em preto-e-branco, com orçamentos apertados. Segundo a crítica, este é seu período mais criativo, com destaque para O Farol dos Espias (Seven Miles from Alcatraz, 1942), estrelado por James Craig, Os Filhos de Hitler (Hitler's Children, 1943), com o mocinho de faroestes B Tim Holt, Espírito Indomável (Back to Bataan, 1945), com John Wayne, Acossado (Cornered, 1946), com Dick Powell e Rancor (Crossfire, 1947), com Robert Mitchum, que lhe valeu sua única indicação para o Oscar de direção e a primeira para melhor filme. Seu trabalho mais significativo nesse período, no entanto, é Até a Vista, Querida (Murder, My Sweet, 1944), esplêndida adaptação do romance "Adeus, Minha Adorada (Farewell, My Lovely), de Raymond Chandler, com memorável atuação de Dick Powell.
Quando tudo parecia ir bem, a carreira de Dmytryk sofreu um revés: em 1947 foi acusado de ser comunista pelo Comitê de Atividades Anti-Americanas, do Senado estadunidense. Com isso, ele foi demitido pelo estúdio RKO e refugiou-se na Inglaterra, onde fez três filmes. Condenado pelo Comitê, retornou aos Estados Unidos para cumprir uma sentença de seis meses, em 1950. No ano seguinte, foi alvo de novos interrogatórios e há indícios de que tenha citado o nome de diversos colegas, episódio que o tornou marcado para sempre como delator.
Reabilitado pela indústria cinematográfica hollywoodiana, Dmytryk voltou a trabalhar, agora em produções de primeira classe, geralmente em cores e em Cinemascope. Ainda rodou algumas películas de impacto, como A Nave da Revolta (The Caine Mutiny, 1954), com Humphrey Bogart, A Lança Partida (Broken Lance), estrelada por Spencer Tracy e A Árvore da Vida (The Raintree County, 1957), com Elizabeth Taylor; porém, a despeito dos largos orçamentos, seus filmes foram perdendo paulatinamente o brilho e a inspiração. Os Deuses Vencidos (The Young Lions, 1958), drama de guerra com Marlon Brando e Minha Vontade É Lei (Warlock, 1959), western com Henry Fonda, são os últimos a apresentar traços do antigo vigor criativo.
Dmytryk só parou de filmar nos anos 1970. Em 1978 publicou sua autobiografia It's a Hell of a Life, But Not a Bad Living. Morreu vítima de insuficiência cardíaca e renal.

## Filmografia
Todos os títulos em português referem-se a exibições no Brasil. Estão listados somente os longa-metragens.
- 1935 The Hawk
- 1939 Ela Prefere um Atleta (Million Dollar Legs); creditado somente ao codiretor Nick Grinde
- 1939 Espionagem Por Televisão (Television Spy)
- 1940 Servidores da Lei (Emergency Squad)
- 1940 O Corsário Fantasma (Mystery Sea Raider)
- 1940 Luvas de Ouro (Golden Gloves)
- 1940 Seu Primeiro Romance (Her First Romance)
- 1941 A Namorada do Colégio (Sweetheart of the Campus)
- 1941 Os Mortos Falam (The Devil Commands)
- 1941 A Loura de Singapura (The Blonde from Singapore)
- 1941 Menores de Idade (Under Age)
- 1941 As Jóias do Imperador (Secrets of the Lone Wolf); série B policial Lone Wolf
- 1941 O Segredo da Estátua (Confessions of Boston Blackie); série B policial Boston Blackie
- 1942 Dama em Perigo (Counter-Espionage)
- 1942 O Farol dos Espias (Seven Miles from Alcatraz)
- 1943 Os Filhos de Hitler (Hitler's Children)
- 1943 A Mulher Fera (Captive Wild Woman)
- 1943 Atrás do Sol Nascente (Behind the Rising Sun)
- 1943 O Falcão Contra-Ataca (The Falcon Strikes Back); série B policial The Falcon
- 1943 Mulheres de Ninguém (Tender Comrade)
- 1944 Até a Vista, Querida (Murder, My Sweet)
- 1945 Espírito Indomável (Back to Bataan)
- 1946 Acossado (Cornered)
- 1946 Noite na Alma (Till the End of Time)
- 1947 Rancor (Crossfire)
- 1947 Aquele Dia Inesquecível (So Well Remembered)
- 1949 Mórbido Despeito (Obsession)
- 1949 O Preço de uma Vida (Give Us This Day)
- 1952 Motim Sangrento (Mutiny)
- 1952 Oito Homens de Ferro (Eight Iron Men)
- 1952 Volúpia de Matar (The Sniper)
- 1953 O Malabarista (The Juggler)
- 1954 A Nave da Revolta (The Caine Mutiny)
- 1954 A Lança Partida (Broken Lance)
- 1954 Pelo Amor de Meu Amor (The End of the Affair)
- 1955 O Aventureiro de Hong Kong (Soldier of Fortune)
- 1955 Do Destino Ninguém Foge (The Left Hand of God)
- 1956 A Maldição da Montanha (The Mountain)
- 1957 A Árvore da Vida (Raintree County)
- 1958 Os Deuses Vencidos (The Young Lions)
- 1959 Minha Vontade É Lei (Warlock)
- 1959 O Anjo Azul (The Blue Angel)
- 1962 O Santo Relutante (The Reluctant Saint)
- 1962 Pelos Bairros do Vício (Walk on the Wild Side)
- 1963 Os Insaciáveis (The Carpetbaggers)
- 1964 Escândalo na Sociedade (Where Love Has Gone)
- 1965 Miragem (Mirage)
- 1966 Alvarez Kelly (Alvarez Kelly)
- 1968 A Batalha de Anzio (The Battle for Anzio)
- 1968 Shalako (Shalako)
- 1972 O Barba Azul (Bluebeard)
- 1974 He Is My Brother
- 1975 Vingador Implacável ou Destinados a Morrer (The 'Human' Factor)